# Pesquisa de opinião

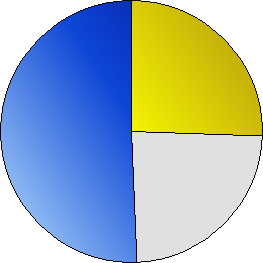
Diagrama ilustrando o resultado de uma pesquisa de opinião realizada em 2002, sobre o uso de energia nuclear na União Europeia: 50,5% dos votantes (em azul) aprovaram o uso da energia nuclear, enquanto 25,5% (em amarelo) discordaram.

Uma pesquisa de opinião, sondagem (do francês: sondage), sondagem de opinião, inquéritos estatísticos, enquete ou estudo de opinião é um levantamento estatístico de uma amostra particular da opinião pública. Pesquisas geralmente são feitas para representar as opiniões de uma população fazendo-se uma série de perguntas a um pequeno número de pessoas e então extrapolando as respostas para um grupo maior dentro do intervalo de confiança.
Os inquéritos estatísticos são usados para recolher informação quantitativa nos campos de marketing, sondagens políticas, e pesquisa nas ciências sociais. Um inquérito pode incidir sobre opiniões ou informação factual, dependendo do seu objectivo, mas todos os inquéritos envolvem a ministração de perguntas a indivíduos. Quando as perguntas são colocadas por um pesquisador, o inquérito é chamado uma entrevista ou um inquérito ministrado por um pesquisador. Quando as questões são administradas pelo respondente, o inquérito é referido por questionário ou um inquérito auto-administrado.

## História
Esta surgiu provavelmente no século XIV com o intuito de expressar o ato de, com recurso a uma sonda, investigar a profundidade da água e a natureza do fundo de um rio ou de um mar.
No século XIX, Balzac utilizou este termo para expressar a ideia de uma pesquisa ou investigação rápida. Entretanto, o termo sondagem, além do domínio marítimo, coexiste actualmente com aplicações nas áreas da geologia, medicina ou estatística. A língua portuguesa não apresenta distinção vocabular entre os diversos domínios, mas, por exemplo, a língua inglesa diferencia todas estas formas de sondagem com os termos sounding (marítima), boring (geológica) e probing (médica). No campo estatístico, diferencia inclusivamente a sondagem de opinião (poll) de outros tipos de sondagem, designados por survey samplings. Na França, e por decisão da Comissão Francesa de Normalização do Vocabulário Estatístico, o termo sondage aplica-se a estudos que envolvem operações de amostragem, independentemente do seu domínio.
O primeiro exemplo conhecido de pesquisa de opinião foi conduzida pelo The Harrisburg Pennsylvanian em 1824, a qual mostrava Andrew Jackson a frente de John Quincy Adams por 335 a 169 votos, na disputa pela presidência dos Estados Unidos. Esse tipo de enquete—tendenciosa e sem consistência científica— gradualmente tornou-se mais popular, mas permaneceu como um fenômeno local, geralmente restrito a uma única cidade. Em 1916, o Literary Digest deu início a uma pesquisa nacional (em parte como um exercício de alavancagem de vendas) e predisse corretamente a eleição de Woodrow Wilson como presidente. Postando milhões de postais e contando os que retornaram, o Digest previu os vencedores das quatro eleições presidenciais seguintes.
Em 1936, todavia, o Digest teve uma surpresa desagradável. Seus 2,3 milhões de "eleitores" constituíam uma vasta amostra; contudo, eram geralmente pessoas mais abonadas que tendiam a ser simpatizantes do Partido Republicano. O Literary Digest nada fez para corrigir esse viés. Na semana anterior à eleição, informaram que Alf Landon era muitíssimo mais popular do que Franklin D. Roosevelt. Na mesma época, George Gallup efetuou uma pesquisa muito menor, porém com base científica maior, na qual pesquisou uma amostra demograficamente representativa. Gallup predisse corretamente a esmagadora vitória de Roosevelt. A Literary Digest rapidamente fechou as portas, enquanto a indústria das pesquisas de opinião levantou voo.
Gallup inaugurou uma filial no Reino Unido, onde previu corretamente a vitória do Partido Trabalhista na eleição geral de 1945, em contraste com a opinião de praticamente todos os outros analistas políticos, que esperavam uma vitória fácil do Partido Conservador, liderado por Winston Churchill.
Na década de 1950, as pesquisas de opinião haviam se espalhado pela maioria das democracias. Nos dias de hoje, atingiram praticamente todos os países, embora em sociedades mais autocráticas elas tendam a evitar questões políticas sensíveis. No Iraque, pesquisas realizadas logo após a guerra em 2003 ajudaram a medir os verdadeiros sentimentos dos cidadãos iraquianos quanto a Saddam Hussein, condições do pós-guerra e a presença das forças militares estadunidenses.

## Aplicação
Como metodologia de pesquisa, a sondagem possibilita o conhecimento momentâneo de um universo de elementos, numa perspectiva descritiva e quantificada. A escolha e análise de dados são feitas com base numa amostra de elementos que deverá permitir a extrapolação das interpretações à totalidade do universo.
As áreas de aplicação das sondagens estatísticas são muito diversas, tendo especial destaque os estudos das populações humanas, nomeadamente sob a forma de estudos pré-eleitorais ou de opinião pública. Ainda no que diz respeito a este tipo de populações, as sondagens surgem noutras áreas como a sociológica (por exemplo, estudo sobre a literacia de uma população), demográfica (por exemplo, caracterização da estrutura dos agregados familiares), económica (por exemplo, construção de indicadores de conforto de uma população) ou de marketing (por exemplo, estudos sobre o comportamento dos consumidores de certo produto).
A sondagem tem as seguintes vantagem em relação ao recenseamento normal:
- custo — é mais económica, por exigir menos recursos e meios e uma menor estrutura;
- tempo — é mais rápida por haver menos respostas a recolher, tratar e analisar;
- informação obtida — quando se pretendem conhecer características da população que não se resumem a factos (por exemplo, pode importar conhecer opiniõs, expectativas, previsões, entrando na vertente psicológica do indivíduo), pode-se realizar um questionário mais detalhado se se abordar um menor conjunto de elementos;
- exequibilidade — ao contrário de um recenseamento, que pode não ser exequível (por exemplo, população grande e muito dispersa)
- credibilidade da amostra — as conclusões produzidas a partir de uma amostra têm validade;

## Sondagens políticas
As sondagens políticas são um tipo de pesquisa de opinião que sondam as intenções de votos, além de opiniões, sentimentos e preferências das pessoas para fornecer uma amostragem de determinado cenário político, especialmente antes de eleições. Os resultados dos cenários avaliados não buscam prever o futuro, pois os tipos de informação e as fontes consultadas variam de acordo com a metodologia utilizada por cada pesquisa. Por ser um estudo social, é capaz de influenciar a tomada de decisões e, ainda, o montante financeiro que os partidos investem em seus candidatos políticos durante a campanha, pois a distribuição dos recursos é realizada pelos partidos políticos associada à expectativa de vitória.
Tipicamente, as sondagens políticas são usadas em duas configurações principais: 1) antes de eleições, para avaliar as intenções de voto; ou 2) após as eleições, para avaliar a configuração política, o grau de avaliação da população sobre o governo ou, ainda, o posicionamento a respeito de algumas pautas políticas específicas, como direitos LGBT e aborto.
Em uma revisão de literatura que avalia as principais abordagens metodológicas a nível internacional, são discutidas as vantagens e desvantagens dos métodos mais utilizados, explicitando a natureza imprecisa, que é intrínseca às sondagens:
Várias combinações são possíveis a partir das fontes e tipos de informação utilizados para estimar as preferências de um ou outro agente da relação de representação. Nem todas as combinações, porém, são adequadas ou igualmente consideradas na literatura. Em um importante estudo, em que faz um balanço dos dados e métodos usados nos estudos de congruência política desse tipo, Powell (2009) indica o que considera as três principais abordagens para medir congruência, considerando os diferentes métodos de estimação das preferências de cidadãos (ou eleitores) e representantes:
1. a abordagem “posição do cidadão medida por survey/posição do representante medida por survey com experts”;
2. a abordagem “voto partidário/manifesto partidário”;
3. a abordagem “identificação do cidadão/percepção do cidadão”.

### Sondagens Boca de Urna
Sondagem à boca das urnas é uma sondagem realizada junto dos eleitores imediatamente depois de terem participado num ato eleitoral.
São realizadas por empresas especializadas geralmente contratadas pelos meios de comunicação social para obter projeções dos resultados de uma eleição imediatamente após o fecho das urnas. No Brasil, as pesquisas de boca de urna são autorizadas pela Lei nº 9.504/1997, desde que os institutos de pesquisa não divulguem os resultados das sondagens sobre a preferência dos eleitores enquanto as urnas estiverem funcionando. E essas pesquisas devem ser registradas na Justiça Eleitoral. Sondagens sem registro podem resultar em multa de R$ 53 mil. Em Portugal, os eleitores, depois de votarem e de saírem das suas secções de voto, são convidados a participar na sondagem, sendo-lhes pedido que preencham um boletim de voto semelhante ao que preencheram para as eleições. Depois de preenchido o boletim, o inquirido é convidado a dobrá-lo e a inseri-lo numa urna que o inquiridor transporta consigo; a sondagem à boca das urnas com maior relevância no país é a realizada pela Universidade Católica Portuguesa para a Rádio e Televisão de Portugal.

## Estrutura e padronização
As questões de um inquérito estão normalmente estruturadas e padronizadas. A estrutura pretende reduzir o enviesamento. Por exemplo, as questões devem ser ordenadas de tal forma que uma questão não influencie a resposta às questões subsequentes.
Os inquéritos são padronizados para assegurar a confiança, generalidade e a validade. Cada respondente deverá ser apresentado com as mesmas questões e na mesma ordem que os outros respondentes.
No desenvolvimento organizacional, inquéritos construídos cuidadosamente são muitas vezes usados como base para a colecta de dados, diagnóstico organizacional, e consequente planeamento de acção. Alguns mestres do DO (e.g. Fred Nickols) consideram mesmo que o desenvolvimento guiado de inquéritos é a sine qua non do DO.

## Vantagens
As vantagens dos inquéritos estatísticos incluem:
- É uma forma eficiente de colectar informação de um grande número de respondentes. Grandes amostras são possíveis. Técnicas estatísticas podem ser usadas para determinar a validade, a fiabilidade e a significância estatística;
- Os inquéritos são flexíveis no sentido em que uma grande variedade de informação pode ser recolhida. Eles podem ser usados para estudar atitudes, valores, crenças e comportamentos passados;
- Porque eles estão padronizados, eles estão relativamente livres de vários tipos de erros.
- São relativamente fáceis de ministrar;
- Há uma economia da colecta dos dados devido à focalização providenciada por questões padronizadas. Apenas questões de interesse para o pesquisador são colocadas, gravadas, codificadas e analisadas. Tempo e dinheiro não são gastos em questões tangenciais.

### Vantagens dos questionários auto-administrados
- São menos caros que as entrevistas.
- Não requerem um grande número de entrevistadores qualificados.
- Podem ser ministrados em grande número, num curto espaço de tempo, num só lugar.
- A anonimidade e privacidade encorajam respostas mais cândidas e honestas.
- Não há enviesamento pelo entrevistador.
- Rapidez de ministração e análise.
- Possível de ser processada por computador.
- Menor pressão nos respondentes

### Vantagens das entrevistas administradas pelo pesquisador
- Menos questões mal entendidas e respostas impróprias.
- Menos respostas incompletas.
- Maior taxa de respostas.
- Maior controle sobre o ambiente no qual o inquérito é ministrado.

## Desvantagens
As desvantagens dos inquéritos incluem:
- Eles dependem da motivação dos sujeitos, sua honestidade, memória e capacidade de resposta. Os respondentes podem não estar conscientes das suas razões para qualquer determinada acção. Eles podem ter esquecidos as suas razões. Eles podem não estar motivados para dar respostas correctas, na verdade, eles podem estar motivados a fornecer respostas que os apresentem numa luz favorável.
- Inquéritos não são apropriados para estudar fenómenos sociais complexos. O indivíduo não é a melhor unidade de análise nestes casos. Os inquéritos não dão um completo senso dos processos socias e a análise parece superficial.
- Inquéritos estruturados, particularmente aqueles com repostas fechadas, podem ter baixa validade quando pesquisando variáveis afectivas.
- As amostras de inquéritos são normalmente auto-escolhidas, e por isso amostras sem probabilidade das quais as características da população não podem ser inferidas.

## Construção das questões
Sempre que um investigador elabora e administra um inquérito por questionário, e não esquecendo a interacção indirecta que existe entre ele e os inquiridos, verifica-se que a linguagem e o tom das questões que constituem esse mesmo questionário, são de elevada importância.
Assim, é necessário ser cuidadoso na forma como se formula as questões, bem como na apresentação do questionário.
Na elaboração de um questionário é importante, antes de mais, ter em conta as habilitações do público-alvo a quem ele vai ser administrado. É de salientar que o conjunto de questões deve ser muito bem organizado e conter uma forma lógica para quem a ele responde, evitando-as irrelevantes, insensíveis, intrusivas, desinteressantes, com uma estrutura (ou formato) demasiado confusos e complexos, ou ainda questões demasiado longas.
Deve, o investigador, ter o cuidado de não utilizar questões ambíguas que possam, por isso, ter mais do que um significado, que por sua vez, levem a ter diferentes interpretações. Não deve incluir duas questões numa só (double-barrelled questions), pois pode levar a respostas induzidas ou nem sempre relevantes, além de não ser possível determinar qual das “questões” foi respondida, aquando o tratamento da informação.
O investigador deve ainda evitar questões baseadas em pressuposições, pois parte-se do princípio que o inquirido encaixa numa determinada categoria e procura informação baseada nesse pressuposto.
É também necessário redobrar a atenção ao formular questões de natureza pessoal, ou que abordem assuntos delicados ou incómodos para o inquirido.
As questões devem ser reduzidas e adequadas à pesquisa em questão. Assim, elas devem ser desenvolvidas tendo em conta três princípios básico: o princípio da clareza (devem ser claras, concisas e unívocas), princípio da doerência (devem corresponder à intenção da própria pergunta) e Princípio da neutralidade (não devem induzir uma dada resposta mas sim libertar o inquirido do referencial de juízos de valor ou do preconceito do próprio autor).

## Métodos
Há várias formas de administrar um inquérito, incluindo:
- Telefone
  - taxa de respostas 40% - 60%
  - relativamente eficiente em termos de custo, dependendo dos custos das chamadas
  - bom para grandes amostras a nível nacional ou internacional
  - não pode ser usado para informação não áudio (gráficos, demonstrações, sabor/cheiro)
  - três tipos:
    - entrevista por telefone tradicional
    - discamento assistido por computador (computer assisted telephone dialing)
    - entrevista assistida por computador (computer assisted telephone interviewing - ver software CATI)
- Correio
  - taxa de respostas 5% - 30%
  - o questionário pode ser entregue aos respondentes ou enviado por correio, mas em qualquer caso, eles retornam ao pesquisador via correio.
  - custo é muito baixo, uma vez que correio em massa é barato na maioria dos países.
  - grandes atrasos, por vezes de meses, antes de os inquéritos serem retornados e a análise estatística possa começar.
  - não apropriado para temas muito complexos
  - não há enviezamento introduzido pelo entrevistador
  - grandes quantidades de informação podem ser obtidas: alguns inquéritos por correio têm 50 páginas ou mais
  - as taxas de resposta podem ser melhoradas pelo uso de painéis de respondentes por correio
    - membros do painel concordaram em participar
    - paineis podem ser usados em desenhos longitudinais (longitudinal designs) onde os mesmos respondentes são inquiridos várias vezes
- Inquéritos online
  - podem usar a internet ou e-mail
    - a internet é preferível ao e-mail porque formulários interactivos HTML podem ser usados

  - as taxas de respostas eram quase 90% antes de 2000, mas têm vindo a baixar desde então (hoje 30% - 60%)
  - muito barato
  - resultados muito rápidos
  - fácil de modificar
  - as taxas de respostas podem ser melhoradas usando painéis - membros dos painéis têm de concordar em participar
- Inquérito pessoal em casa
  - os respondentes são entrevistados em pessoa, nas suas casas, (ou à porta de casa)
  - custos muito altos
  - taxa de resposta 40% - 50%
  - possível de fazer quando estão envolvidas também representações gráficas, cheiros, ou demonstrações
  - adequado para longos inquéritos
- Inquérito por intercepção de passantes no shopping comercial
  - os passantes num centro comercial são interceptados - eles são entrevistados no local, levados para um quarto e entrevistados ou levados para um quarto onde preenchem um questionário auto-administrado
  - taxa de respostas é de cerca de 50%
  - socialmente aceitado - as pessoas acham que um centro comercial é um local mais apropriado do que as suas casas
  - potencial para enviesamento via entrevistador
  - rápido

## Tácticas usadas para aumentar as taxas de resposta
- brevidade - uma única página se possível
- incentivos financeiros
  - pagos em avanço
  - pagos na termo
- incentivos não monetários
  - brindes pecuniários (canetas, notepads)
  - bilhete de loteria, sorteio ou concurso
  - coupons de desconto
  - promessa de contribuição para uma obra de caridade
- notificação preliminar
- técnicas de pequenos passos (foot-in-the-door techniques) - começar com um pequeno pedido
- personalização do pedido - dirigir-se a indivíduos específicos
- pedidos de seguimento (follow-up requests)
- afirmar afiliação com universidades, institutos de pesquisa ou caridades
- apelos emocionais
- ofertas de simpatia